# はるみ (米)

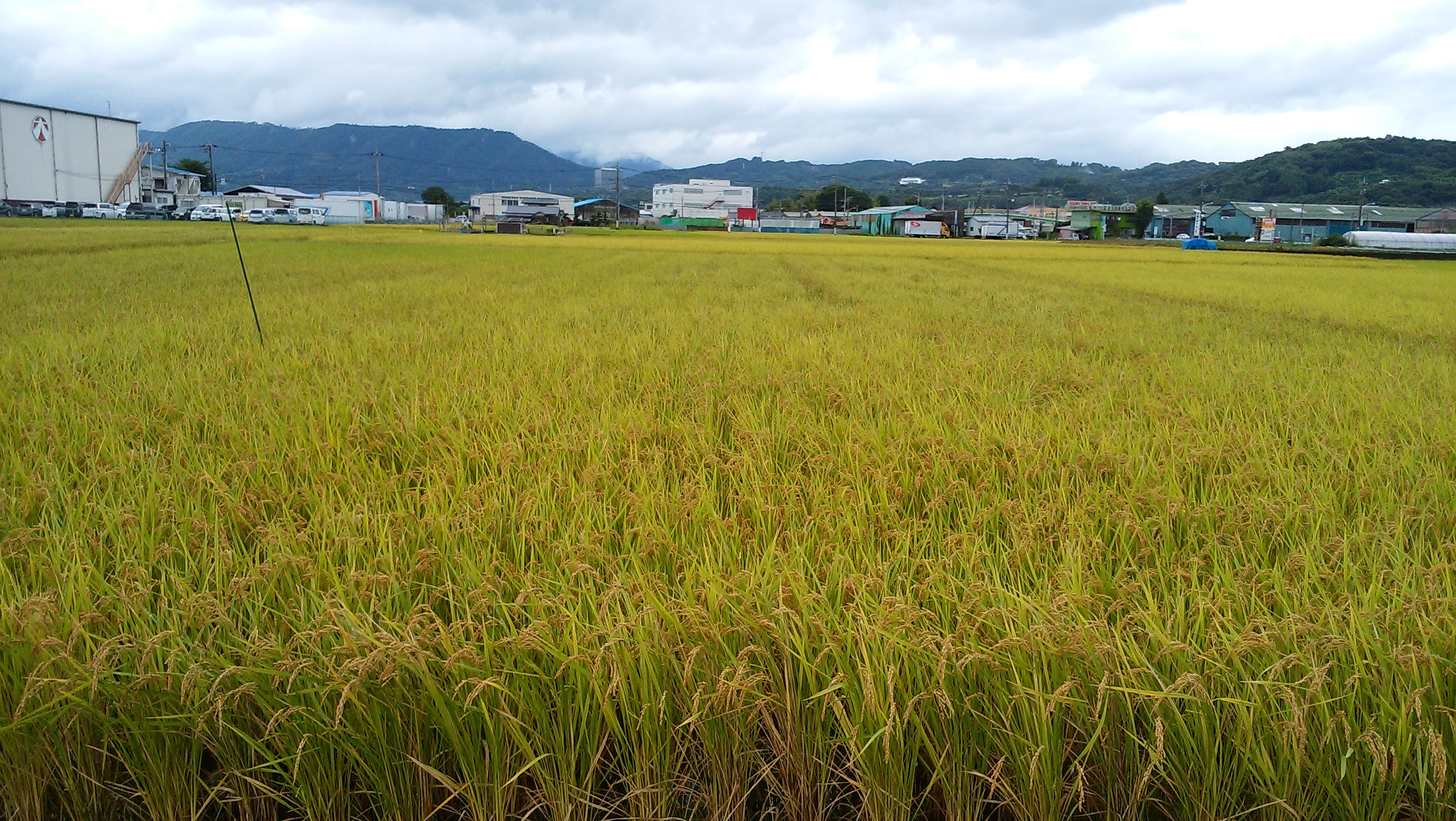
神奈川県小田原市内の収穫前のはるみ

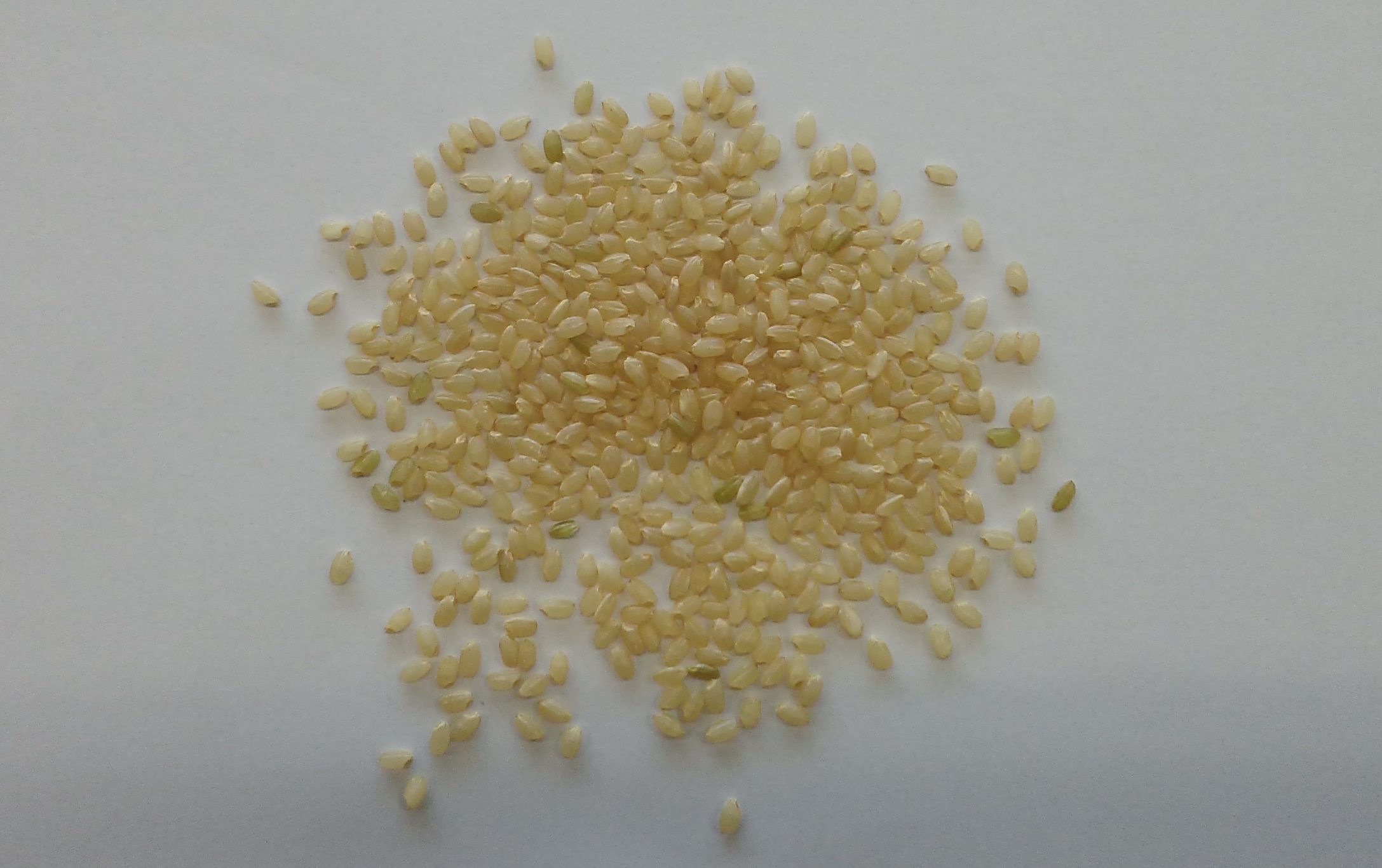
神奈川県大井町産はるみの玄米

はるみは、イネの品種のひとつ。

## 概要
コシヒカリとキヌヒカリのかけ合わせである。
2016年神奈川県主要農産物奨励品種決定審議会の審査により、神奈川県水稲奨励品種に決定し、神奈川県の主力品種であるキヌヒカリの後継品種として普及がすすめられている。尚、民間が独自に育成した水稲品種が県奨励品種になったのははるみが初めてである。
日本穀物検定協会が認定する食味ランキングにおいて2016年に初出品で特Aに認定された。神奈川県産米としては初めてであったため注目された。冷めても硬くなりにくいため、弁当やおにぎりに向く。
開成町などの神奈川県内町では、ブランド化と高品質化を進めている
。

## 育成経緯
キヌヒカリの後継品種を目指し、神奈川県平塚市にある JA 全農 営農・技術センターにてコシヒカリとキヌヒカリの人工交配を実施した。
F1世代を養成、F4世代で単独系統選抜、以後系統育種法にて選抜・固定、F8世代に「湘南 6 号」の系統名を付した。2014年品種登録され、育成地である神奈川県の相模湾の晴れた海よりはるみの名称になった。
かながわ西湘農業協同組合は食味値が優れるはるみを「さかわのめぐみ」で販売し、高級ブランド化を進めている。

## 官能特性
コシヒカリに比べ、香りとつや・総合で優れる。表層老化度がコシヒカリより低く、冷めても硬くなりづらい。